# باگورو
باگورو (انگلیسی: Bagoro) عضوی از قومیتی است که در وادی بگروت و تایسوت، در کنار سواحل رودخانه بگروت، روستای جلال‌آباد و در شهر دینور زندگی می‌کنند.
این قوم زبان، غذاها و سنت‌های مشترک و مشابهی دارند.

## ریشه‌یابی
کلمه باگورو از نظر ریشه‌شناسی از کلمه بغاری به معنای توزیع‌کننده در زبان شینا گرفته شده است، زیرا وادی بگروت زمانی به محصولات کشاورزیش از جمله میوه‌ها و سبزیجات و همینطور بزرگواری و مهمان‌نوازی مردمش معروف بود.